# Diego Valdés Contreras
Diego Alfonso Valdés Contreras (Santiago, Chile; 30 de enero de 1994) es un futbolista profesional chileno que se desempeña como centrocampista y milita en el Club Atlético Vélez Sarsfield de la Primera División de Argentina. Es internacional absoluto con la selección chilena desde 2015.

## Trayectoria
Tras buenas actuaciones en Audax Italiano "B", equipo filial que disputaba la Segunda División de Chile, donde convirtió 4 goles en 18 partidos disputados a lo largo de 2012, debutó en el primer equipo de Audax Italiano el 14 de septiembre del mismo año,  enfrentando a Universidad Católica en un encuentro válido por la décima fecha del Torneo de Clausura, disputado en el Estadio San Carlos de Apoquindo. En dicho partido, ingresó a los 77' de juego en reemplazo Mauricio Arias, luciendo la camiseta número 30.
Luego de cinco temporadas en Audax Italiano, donde anotó 21 goles en 120 partidos disputados, en junio de 2016 es fichado por el club Monarcas Morelia de la Primera División de México, cuadro que pagó US$ 2 millones por su carta.
Debutó en el cuadro azteca el 15 de julio del mismo año, siendo titular en el encuentro válido por la 1° fecha del Torneo Apertura 2016 mexicano, que enfrentó a Morelia ante Tijuana. En dicho partido, fue reemplazo a los 46' por Raúl Ruidíaz.
En Junio del año 2025, fue oficializado como refuerzo del club Vélez Sarsfield de la primera división de Argentina. Diego Valdez se incorpora al equipo, incluso sin aprobar los exámenes médicos. El contrato es hasta el año 2027. Utilizara la camiseta número 10. 

## Selección nacional

### Categorías inferiores
Valdés participó de la preparación de la selección chilena sub-20 con miras al Sudamericano Sub-20 de 2013, que se disputó en Argentina. Sin embargo, el volante fue desafectado a última hora por el entrenador, Mario Salas. Finalizado dicho certmanen, su selección clasificó a la Copa Mundial de Turquía a disputarse entre junio y julio del mismo año, en el cuarto lugar.
En la última fase de trabajo antes de la cita planetaria, Diego Rojas sufrió una fractura en el pie derecho, en el duelo amistoso ante Uzbekistán, y quedó marginado de la convocatoria. Valdés ocupó su lugar.

### Selección absoluta
Debutó en la selección chilena, bajo la dirección técnica de Jorge Sampaoli, el 28 de enero de 2015, en un partido amistoso jugado en el Estadio El Teniente de Rancagua contra Estados Unidos, el cual terminó con un marcador 3-2 en favor de la Roja. En dicho encuentro, ingresó como titular, siendo reemplazo a los 59' de juego por Juan Delgado.
En marzo de 2016, fue convocado de emergencia por Juan Antonio Pizzi, junto a Esteban Pavez, para suplir las bajas de Matías Fernández y Marcelo Díaz, de cara a disputar el partido válido por la sexta fecha de las Clasificatorias Rusia 2018 ante Venezuela en Barinas, encuentro en el cual se mantuvo en el banco de suplentes y no ingresó.
El 14 de marzo de 2018, y tras sus destacadas actuaciones con Monarcas Morelia en la Liga MX, recibió su tercera convocatoria a la selección absoluta, esta vez bajo la dirección técnica de Reinaldo Rueda, quien lo incluyó en un listado de veinticinco jugadores nominados para enfrentar los compromisos amistosos ante Suecia y Dinamarca que se jugarán en Estocolmo y Aalborg los días 24 y 27 de marzo, respectivamente.
El 24 de marzo del mismo año, Valdés ingresó al minuto 60 reemplazando a Pedro Pablo Hernández en el triunfo por 2-1 sobre Suecia en Estocolmo (Con goles de Vidal y Bolados), volviendo a vestir la camiseta de su país después de más de tres años en el debut de la Era Rueda. En mayo del mismo año sería convocado nuevamente por Rueda para jugar los amistosos ante Rumanía, Serbia y Polonia. Jugaría los 3 amistosos como titular, siendo pieza clave en el amistoso ante Rumania, al dar la asistencia a Guillermo Maripán para anotar el empate parcial 1-1 en la caída por 3-2 ante los rumanos en el tercer partido de la Era Rueda, luego el 8 de junio anotaría su primer gol por La Roja al minuto 38' conectando un centro de Sagal, marcando un espectacular golazo para el 1-2 parcial, finalmente polacos y chilenos 2 a 2 en el INEA Stadion en Poznan, siendo uno de los mejores de la Roja en la gira europea.
Valdés volvería a ser convocado por el técnico Reinaldo Rueda para los amistosos de septiembre ante Corea del Sur y Japón. El partido ante el segundo no se jugaría debido al terremoto que hubo en aquel país.

#### Participaciones en Clasificatorias a Copas del Mundo
| Eliminatorias                   | Sede       | Resultado    | Posición  | Partidos | Goles | Asis. |
| ------------------------------- | ---------- | ------------ | --------- | -------- | ----- | ----- |
| Eliminatorias Catar 2022        | Sudamérica | Eliminado    | 7.º lugar | 7        | 0     | 0     |
| Eliminatorias Norteamérica 2026 | Sudamérica | Disputándose |           | 4        | 1     | 0     |
| Total                           | Total      | Total        | Total     | 11       | 1     | 0     |

### Participaciones en fases finales
| Torneo                      | Categoría | Sede           | Resultado        | Partidos | Goles |
| --------------------------- | --------- | -------------- | ---------------- | -------- | ----- |
| Copa Mundial Sub-20 de 2013 | Sub-23    | Turquía        | Cuartos de final | 0        | 0     |
| Copa América 2019           | Absoluta  | Brasil         | Cuarto lugar     | 0        | 0     |
| Copa América 2024           | Absoluta  | Estados Unidos | Fase de grupos   | 1        | 0     |

## Estadísticas

### Clubes
| Club                       | Div.          | Temporada     | Liga  | Liga  | Liga   | Copas nacionales | Copas nacionales | Copas nacionales | Copas internacionales | Copas internacionales | Copas internacionales | Total | Total | Total  | Media goleadora |
| Club                       | Div.          | Temporada     | Part. | Goles | Asist. | Part.            | Goles            | Asist.           | Part.                 | Goles                 | Asist.                | Part. | Goles | Asist. | Media goleadora |
| -------------------------- | ------------- | ------------- | ----- | ----- | ------ | ---------------- | ---------------- | ---------------- | --------------------- | --------------------- | --------------------- | ----- | ----- | ------ | --------------- |
| Audax Italiano "B" · Chile | 3.ª           | 2012          | 18    | 4     | ?      | —                | —                | —                | —                     | —                     | —                     | 18    | 4     | 0      | 0.22            |
| Audax Italiano "B" · Chile | 3.ª           | 2013          | 5     | 1     | ?      | —                | —                | —                | —                     | —                     | —                     | 5     | 1     | 0      | 0.2             |
| Audax Italiano "B" · Chile | 3.ª           | 2013-14       | 12    | 6     | ?      | —                | —                | —                | —                     | —                     | —                     | 12    | 6     | 0      | 0.5             |
| Audax Italiano "B" · Chile | Total club    | Total club    | 35    | 11    | 0      | 0                | 0                | 0                | 0                     | 0                     | 0                     | 35    | 11    | 0      | 0.31            |
| Audax Italiano · Chile     | 1.ª           | 2012          | 5     | 0     | 2      | 2                | 1                | 0                | —                     | —                     | —                     | 7     | 1     | 2      | 0.14            |
| Audax Italiano · Chile     | 1.ª           | 2013          | 8     | 0     | 0      | —                | —                | —                | —                     | —                     | —                     | 8     | 0     | 0      | 0.00            |
| Audax Italiano · Chile     | 1.ª           | 2013-14       | 22    | 2     | 1      | —                | —                | —                | —                     | —                     | —                     | 22    | 2     | 1      | 0.09            |
| Audax Italiano · Chile     | 1.ª           | 2014-15       | 31    | 7     | 7      | 10               | 2                | ?                | —                     | —                     | —                     | 41    | 9     | 7      | 0.22            |
| Audax Italiano · Chile     | 1.ª           | 2015-16       | 32    | 6     | 12     | 10               | 3                | 2                | —                     | —                     | —                     | 42    | 9     | 14     | 0.21            |
| Audax Italiano · Chile     | Total club    | Total club    | 98    | 15    | 22     | 22               | 6                | 2                | 0                     | 0                     | 0                     | 120   | 21    | 24     | 0.18            |
| Monarcas Morelia · México  | 1.ª           | 2016-17       | 35    | 3     | 6      | 3                | 1                | 0                | —                     | —                     | —                     | 38    | 4     | 6      | 0.11            |
| Monarcas Morelia · México  | 1.ª           | 2017-18       | 39    | 7     | 5      | 2                | 0                | 0                | —                     | —                     | —                     | 41    | 7     | 5      | 0.17            |
| Monarcas Morelia · México  | 1.ª           | 2018          | 16    | 2     | 3      | 3                | 0                | 0                | —                     | —                     | —                     | 19    | 2     | 3      | 0.11            |
| Monarcas Morelia · México  | Total club    | Total club    | 90    | 12    | 14     | 8                | 1                | 0                | 0                     | 0                     | 0                     | 98    | 13    | 14     | 0.13            |
| Santos Laguna · México     | 1.ª           | 2019          | 17    | 3     | 1      | —                | —                | —                | 5                     | 3                     | 0                     | 22    | 6     | 1      | 0.27            |
| Santos Laguna · México     | 1.ª           | 2019-20       | 30    | 7     | 5      | 5                | 1                | 0                | —                     | —                     | —                     | 35    | 8     | 5      | 0.23            |
| Santos Laguna · México     | 1.ª           | 2020-21       | 25    | 3     | 6      | —                | —                | —                | 2                     | 0                     | 1                     | 27    | 3     | 7      | 0.11            |
| Santos Laguna · México     | 1.ª           | 2021          | 18    | 6     | 5      | —                | —                | —                | —                     | —                     | —                     | 18    | 6     | 5      | 0.33            |
| Santos Laguna · México     | Total club    | Total club    | 90    | 19    | 17     | 5                | 1                | 0                | 7                     | 3                     | 1                     | 102   | 23    | 18     | 0.23            |
| América · México           | 1.ª           | 2022          | 19    | 7     | 5      | —                | —                | —                | —                     | —                     | —                     | 19    | 7     | 5      | 0.37            |
| América · México           | 1.ª           | 2022-23       | 40    | 13    | 12     | —                | —                | —                | —                     | —                     | —                     | 40    | 13    | 12     | 0.33            |
| América · México           | 1.ª           | 2023-24       | 37    | 13    | 5      | —                | —                | —                | 8                     | 3                     | 3                     | 45    | 16    | 8      | 0.36            |
| América · México           | 1.ª           | 2024-25       | 28    | 0     | 3      | —                | —                | —                | 8                     | 2                     | 2                     | 36    | 2     | 5      | 0.06            |
| América · México           | Total club    | Total club    | 124   | 33    | 25     | 0                | 0                | 0                | 16                    | 5                     | 5                     | 140   | 38    | 30     | 0.27            |
| Total carrera              | Total carrera | Total carrera | 437   | 90    | 78     | 35               | 8                | 2                | 23                    | 8                     | 6                     | 495   | 106   | 86     | 0.21            |
| 1. 2. 3.                   |               |               |       |       |        |                  |                  |                  |                       |                       |                       |       |       |        |                 |

### Selección de Chile
Actualizado al último partido jugado el 11 de junio de 2024.
| Selección        | Temporada | Amistosos | Amistosos | Amistosos | Sudamérica | Sudamérica | Sudamérica | Mundial | Mundial | Mundial | Total | Total | Total  | Media goleadora |
| Selección        | Temporada | Part.     | Goles     | Asist.    | Part.      | Goles      | Asist.     | Part.   | Goles   | Asist.  | Part. | Goles | Asist. | Media goleadora |
| ---------------- | --------- | --------- | --------- | --------- | ---------- | ---------- | ---------- | ------- | ------- | ------- | ----- | ----- | ------ | --------------- |
| Absoluta · Chile | 2015      | 1         | 0         | 0         | —          | —          | —          | —       | —       | —       | 1     | 0     | 0      | 0.00            |
| Absoluta · Chile | 2016      | 0         | 0         | 0         | —          | —          | —          | —       | —       | —       | 0     | 0     | 0      | 0.00            |
| Absoluta · Chile | 2018      | 8         | 1         | 1         | —          | —          | —          | —       | —       | —       | 8     | 1     | 1      | 0.13            |
| Absoluta · Chile | 2019      | 4         | 0         | 0         | —          | —          | —          | —       | —       | —       | 4     | 0     | 0      | 0.00            |
| Absoluta · Chile | 2021      | —         | —         | —         | 6          | 0          | 0          | —       | —       | —       | 6     | 0     | 0      | 0.00            |
| Absoluta · Chile | 2022      | 2         | 0         | 0         | 1          | 0          | 0          | —       | —       | —       | 3     | 0     | 0      | 0.00            |
| Absoluta · Chile | 2023      | 3         | 0         | 2         | 3          | 1          | 0          | —       | —       | —       | 6     | 1     | 2      | 0.17            |
| Absoluta · Chile | 2024      | 1         | 0         | 1         | 0          | 0          | 0          | —       | —       | —       | 1     | 0     | 1      | 0.00            |
| Total            | Total     | 19        | 1         | 4         | 10         | 1          | 0          | 0       | 0       | 0       | 30    | 2     | 4      | 0.07            |
| 1.               |           |           |           |           |            |            |            |         |         |         |       |       |        |                 |

#### Partidos internacionales
| Detalle de partidos internacionales | Detalle de partidos internacionales | Detalle de partidos internacionales       | Detalle de partidos internacionales | Detalle de partidos internacionales | Detalle de partidos internacionales | Detalle de partidos internacionales | Detalle de partidos internacionales        |
| N.º                                 | Fecha                               | Estadio                                   | Rival                               | Resultado                           | Goles                               | Asist.                              | Competición                                |
| ----------------------------------- | ----------------------------------- | ----------------------------------------- | ----------------------------------- | ----------------------------------- | ----------------------------------- | ----------------------------------- | ------------------------------------------ |
| 1                                   | 28 de enero de 2015                 | El Teniente, Rancagua                     | Estados Unidos                      | 3-2                                 |                                     |                                     | Amistoso                                   |
| 2                                   | 24 de marzo de 2018                 | Friends Arena, Estocolmo,                 | Suecia                              | 1-2                                 |                                     |                                     | Amistoso                                   |
| 3                                   | 27 de marzo de 2018                 | Aalborg Portland Park, Aalborg            | Dinamarca                           | 0-0                                 |                                     |                                     | Amistoso                                   |
| 4                                   | 31 de mayo de 2018                  | Sportzentrum Graz-Weinzödl, Graz          | Rumania                             | 3-2                                 |                                     | 32' a Guillermo Maripán             | Amistoso                                   |
| 5                                   | 4 de junio de 2018                  | Stadion Graz-Liebenau, Graz               | Serbia                              | 0-1                                 |                                     |                                     | Amistoso                                   |
| 6                                   | 8 de junio de 2018                  | INEA Stadion, Poznań                      | Polonia                             | 2-2                                 | Anotado                             |                                     | Amistoso                                   |
| 7                                   | 11 de septiembre de 2018            | SWC Stadium, Suwon                        | Corea del Sur                       | 0-0                                 |                                     |                                     | Amistoso                                   |
| 8                                   | 16 de octubre de 2018               | La Corregidora, Querétaro                 | México                              | 0-1                                 |                                     |                                     | Amistoso                                   |
| 9                                   | 20 de noviembre de 2018             | Germán Becker, Temuco                     | Honduras                            | 4-1                                 |                                     |                                     | Amistoso                                   |
| 10                                  | 26 de marzo de 2019                 | BBVA Compass Stadium, Houston             | Estados Unidos                      | 1-1                                 |                                     |                                     | Amistoso                                   |
| 11                                  | 6 de junio de 2019                  | La Portada, La Serena                     | Haití                               | 2-1                                 |                                     |                                     | Amistoso                                   |
| 12                                  | 5 de septiembre de 2019             | Los Angeles Memorial Sports Arena, LA     | Argentina                           | 0-0                                 |                                     |                                     | Amistoso                                   |
| 13                                  | 10 de septiembre de 2019            | Olímpico Metropolitano, San Pedro Sula    | Honduras                            | 2-1                                 |                                     |                                     | Amistoso                                   |
| 14                                  | 2 de septiembre de 2021             | Monumental, Santiago                      | Brasil                              | 0-1                                 |                                     |                                     | Clasificación para la Copa Mundial de 2022 |
| 15                                  | 5 de septiembre de 2021             | Rodrigo Paz Delgado, Quito                | Ecuador                             | 0-0                                 |                                     |                                     | Clasificación para la Copa Mundial de 2022 |
| 16                                  | 7 de octubre de 2021                | Nacional, Lima                            | Perú                                | 2-0                                 |                                     |                                     | Clasificación para la Copa Mundial de 2022 |
| 17                                  | 14 de octubre de 2021               | San Carlos de Apoquindo, Santiago         | Venezuela                           | 3-0                                 |                                     |                                     | Clasificación para la Copa Mundial de 2022 |
| 18                                  | 11 de noviembre de 2021             | Defensores del Chaco, Asunción            | Paraguay                            | 0-1                                 |                                     |                                     | Clasificación para la Copa Mundial de 2022 |
| 19                                  | 16 de noviembre de 2021             | San Carlos de Apoquindo, Santiago         | Ecuador                             | 0-2                                 |                                     |                                     | Clasificación para la Copa Mundial de 2022 |
| 20                                  | 29 de marzo de 2022                 | San Carlos de Apoquindo, Santiago         | Uruguay                             | 0-2                                 |                                     |                                     | Clasificación para la Copa Mundial de 2022 |
| 21                                  | 23 de septiembre de 2022            | RCDE Stadium, Cornellà de Llobregat       | Marruecos                           | 2-0                                 |                                     |                                     | Amistoso                                   |
| 22                                  | 27 de septiembre de 2022            | Viola Park, Viena, Austria                | Catar                               | 2-2                                 |                                     |                                     | Amistoso                                   |
| 23                                  | 27 de marzo de 2023                 | Monumental, Santiago                      | Paraguay                            | 3-2                                 |                                     | 75' a Alexis Sánchez                | Amistoso                                   |
| 24                                  | 11 de junio de 2023                 | Municipal Ester Roa Rebolledo, Concepción | Cuba                                | 3-0                                 |                                     |                                     | Amistoso                                   |
| 25                                  | 16 de junio de 2023                 | Sausalito, Viña del Mar                   | República Dominicana                | 5-0                                 |                                     | 11' a Ben Brereton                  | Amistoso                                   |
| 26                                  | 20 de junio de 2023                 | El Taguchi, Santa Cruz de la Sierra       | Bolivia                             | 0-0                                 |                                     |                                     | Amistoso                                   |
| 27                                  | 8 de septiembre de 2023             | Centenario, Montevideo, Uruguay           | Uruguay                             | 3-1                                 |                                     |                                     | Clasificatorias a Norteamérica 2026        |
| 28                                  | 12 de septiembre de 2023            | Monumental, Santiago                      | Colombia                            | 0-0                                 |                                     |                                     | Clasificatorias a Norteamérica 2026        |
| 29                                  | 12 de octubre de 2023               | Monumental, Santiago                      | Perú                                | 2-0                                 | Anotado                             |                                     | Clasificatorias a Norteamérica 2026        |
| 30                                  | 17 de octubre de 2023               | Monumental, Maturín                       | Venezuela                           | 3-0                                 |                                     |                                     | Clasificatorias a Norteamérica 2026        |
| 31                                  | 11 de junio de 2024                 | Estadio Nacional, Santiago                | Paraguay                            | 3-0                                 |                                     | 53' a Eduardo Vargas                | Amistoso                                   |
| 32                                  | 21 de junio de 2024                 | AT&T Stadium, Arlington                   | Perú                                | 0-0                                 |                                     |                                     | Copa América 2024                          |

## Palmarés

### Títulos nacionales
| Título                  | Club                          | País      | Año  |
| ----------------------- | ----------------------------- | --------- | ---- |
| Primera División        | Club América                  | México    | 2023 |
| Primera División        | Club América                  | México    | 2024 |
| Campeón de Campeones    | Club América                  | México    | 2024 |
| Supercopa de la Liga MX | Club América                  | México    | 2024 |
| Primera División        | Club América                  | México    | 2024 |
| Supercopa Internacional | Club Atlético Vélez Sarsfield | Argentina | 2025 |

### Distinciones individuales
| Distinción                                                                                         | Año  |
| -------------------------------------------------------------------------------------------------- | ---- |
| Balón de oro al mejor medio ofensivo de la Liga MX                                                 | 2023 |
| Mejor jugador del partido América vs Guadalajara en la Copa de Campeones de la Concacaf            | 2024 |
| Mejor jugador del partido América vs New England Revolution en la Copa de Campeones de la Concacaf | 2024 |
| XI Ideal de la Copa de Campeones de la Concacaf                                                    | 2024 |